# Tarba (Gossina)
Pour les articles homonymes, voir Tarba.
Tarba (ou Taréba) est une localité située dans le département de Gossina de la province de Nayala dans la région de la Boucle du Mouhoun au Burkina Faso.